# Mistrzostwa Azji w Zapasach 2014
Mistrzostwa Azji w zapasach w 2014 roku rozegrano w kazachskiej stolicy Astanie w dniach 23–27 kwietnia.

## Wyniki mężczyźni

### styl klasyczny
| Waga   | Złoto               | Srebro               | Brąz                  |
| 59 kg  | Elmurod Toshmurodov | Shinobu Ōta          | Yun Won-chol          |
| 59 kg  | Elmurod Toshmurodov | Shinobu Ōta          | Kanybek Dżołczubekow  |
| 66 kg  | Rusłan Cariow       | Chusraw Obloberdijew | Ajbek Jengsechanow    |
| 66 kg  | Rusłan Cariow       | Chusraw Obloberdijew | Ryu Han-su            |
| 71 kg  | Jeong Ji-hyeon      | Maksat Jereżepow     | Zhang Ridong          |
| 71 kg  | Jeong Ji-hyeon      | Maksat Jereżepow     | Krishna Kant Yadav    |
| 75 kg  | Kim Hyeon-woo       | Takehiro Kanakubo    | Yang Bin              |
| 75 kg  | Kim Hyeon-woo       | Takehiro Kanakubo    | Sa’id Abdewali        |
| 80 kg  | Dżanarbek Kendżejew | Jusef Ghaderijan     | Kim Jun-hyung         |
| 80 kg  | Dżanarbek Kendżejew | Jusef Ghaderijan     | Azamat Kustubajew     |
| 85 kg  | Nursułtan Tursynow  | Rustam Assakałow     | Manoj Kumar           |
| 85 kg  | Nursułtan Tursynow  | Rustam Assakałow     | Modżtaba Karimfar     |
| 98 kg  | Jerułan Iskakow     | Akira Ōsaka          | Xiao Di               |
| 98 kg  | Jerułan Iskakow     | Akira Ōsaka          | Ali Alijari Fejzabadi |
| 130 kg | Behnam Mahdizade    | Murat Ramonow        | Abror Mamasoliyev     |
| 130 kg | Behnam Mahdizade    | Murat Ramonow        | Kim Yong-min          |

### styl wolny
| Waga   | Złoto                    | Srebro                   | Brąz                     |
| 57 kg  | Rasuł Kalijew            | Damdinbadzryn Cogtbaatar | Samat Nadyrbek uułu      |
| 57 kg  | Rasuł Kalijew            | Damdinbadzryn Cogtbaatar | Fumitaka Morishita       |
| 61 kg  | Masud Esma’ilpur         | Bajrang Kumar            | Narmandachyn Lchamgarmaa |
| 61 kg  | Masud Esma’ilpur         | Bajrang Kumar            | Daulet Nijazbiekow       |
| 65 kg  | Ahmad Mohammadi          | Kang Jin-hyok            | Furqat Farmanov          |
| 65 kg  | Ahmad Mohammadi          | Kang Jin-hyok            | Batczuluuny Batmagnaj    |
| 70 kg  | Mostafa Hosejnchani      | Somirszo Wohidow         | Ken Hosaka               |
| 70 kg  | Mostafa Hosejnchani      | Somirszo Wohidow         | Ibrohim Nuriddinov       |
| 74 kg  | Reza Afzali              | Pürewdżawyn Önörbat      | Ryōichi Yamanaka         |
| 74 kg  | Reza Afzali              | Pürewdżawyn Önörbat      | Innokientij Innokientjew |
| 86 kg  | Mejsam Mostafa Dżokar    | Asłan Kachidze           | Orgodolyn Üjtümen        |
| 86 kg  | Mejsam Mostafa Dżokar    | Asłan Kachidze           | Rashid Qurbonov          |
| 97 kg  | Dordżchandyn Chüderbulag | Magomied Musajew         | Satyawart Kadian         |
| 97 kg  | Dordżchandyn Chüderbulag | Magomied Musajew         | Rustam Iskandari         |
| 125 kg | Komejl Ghasemi           | Nacagsürengijn Dzolboo   | Shang Hai                |
| 125 kg | Komejl Ghasemi           | Nacagsürengijn Dzolboo   | Däulet Szabanbaj         |

## Wyniki kobiety

### styl wolny
| Waga  | Złoto            | Srebro                  | Brąz                   |
| 48 kg | Tatjana Amanzhol | Erdensüchijn Narangerel | Anna Iwamure           |
| 48 kg | Tatjana Amanzhol | Erdensüchijn Narangerel | Lee Yu-mi              |
| 53 kg | Zhong Xuechun    | Nguyễn Thị Lụa          | Rozalija Tilegenowa    |
| 53 kg | Zhong Xuechun    | Nguyễn Thị Lụa          | Hikari Sugawara        |
| 55 kg | Jong In-sun      | Pürewdordżijn Orchon    | Ajym Äbdyldina         |
| 55 kg | Jong In-sun      | Pürewdordżijn Orchon    | Guan Yajing            |
| 58 kg | Risako Kawai     | Baatardżawyn Szoowdor   | Pooja Dhanda           |
| 58 kg | Risako Kawai     | Baatardżawyn Szoowdor   | Han Kum-ok             |
| 60 kg | Zhang Lan        | Ajsułuu Tynybekowa      | Sücheegijn Cerenczimed |
| 60 kg | Zhang Lan        | Ajsułuu Tynybekowa      | Haruka Satō            |
| 63 kg | Yurika Itō       | Han Yingyan             | Kim Ran-mi             |
| 63 kg | Yurika Itō       | Han Yingyan             | Jekatierina Łarionowa  |
| 69 kg | Sara Doshō       | Szarchüügijn Tümenceceg | Elmira Syzdykowa       |
| 69 kg | Sara Doshō       | Szarchüügijn Tümenceceg | Yang Bin               |
| 75 kg | Giuzel Maniurowa | Zhou Feng               | Jyoti                  |
| 75 kg | Giuzel Maniurowa | Zhou Feng               | Hiroe Suzuki           |